# Estadio Sir Hubert Murray
El Estadio Hubert Murray (en inglés: Hubert Murray Stadium) es un recinto deportivo ubicado en Puerto Moresby, la capital de Papúa Nueva Guinea. Fue construido a razón de la organización de los Juegos del Pacífico Sur 1969 por el estado papú, y es utilizado generalmente para encuentros de fútbol y rugby. Tiene una capacidad de 20 000 espectadores.
Fue la sede también de la ceremonia de clausura de los Juegos del Pacífico 2015 y donde se disputaron las finales del torneo de fútbol. Posteriormente, fue escogido por la FIFA como uno de los cuatro recintos que recibirán la Copa Mundial Femenina de Fútbol Sub-20 de 2016. En el Hubert Murray se disputarán seis partidos durante la primera fase.